# Estação San Isidro
A Estação San Isidro é uma das estações do Metrô do Panamá, situada em San Miguelito, seguida da Estação Los Andes. Administrada pela Metro de Panamá S.A., é uma das estações terminais da Linha 1.
Foi inaugurada em 15 de agosto de 2015. Localiza-se na Rodovia 3. Atende o corregimento Omar Torrijos.